# Semën Ivanovič Čeljuskin
Semën Ivanovič Čeljuskin, in russo Семён Иванович Челюскин? (1700 – novembre 1764), è stato un esploratore e navigatore russo.

## Biografia
Nato intorno al 1700 (vi sono fonti che riportano come data di nascita il 1704 o il 1707), si era diplomato presso la Scuola di matematica e navigazione di Mosca, che aveva allora sede nella famosa Torre Sucharev (Сухарева башня). Ha prestato servizio nella Flotta del Baltico nel 1726. Dal 1733 al 1743 ha partecipato alla seconda spedizione in Kamčatka. Ha preso parte, nel 1735-36 alla spedizione guidata da Vasilij Prončiščev sullo Jakutsk, prendendone il comando nel 1736, a causa della malattia di Prončiščev, e guidando la nave dal golfo di Faddej alla foce dell'Olenëk. Nel 1738-1739, ha partecipato alla spedizione di Chariton Laptev. Nella primavera del 1741, ha viaggiato, via terra, dal fiume Chatanga al fiume Pjasina. Ha descritto la costa occidentale della penisola del Tajmyr fino al golfo di Middendorff. Nell'inverno del 1741-42, ha viaggiato da Turuchansk sino alla foce del Chatanga, descrivendo la costa settentrionale della penisola del Tajmyr dal golfo di Faddej (a est) fino alla foce del fiume Tajmyra (a ovest), e raggiungendo così l'estremo punto settentrionale dell'Eurasia, cui Alexander von Middendorf in seguito, nel 1843, avrebbe dato il suo nome: capo Čeljuskin. Nell'autunno del 1742 è ritornato a San Pietroburgo, ha ottenuto varie promozioni servendo nella Flotta del Baltico, che ha lasciato nel 1760 con il grado di capitano.
In suo onore, portano il suo nome:
- Capo Čeljuskin, l'estremo punto settentrionale dell'Eurasia, nella penisola del Tajmyr.
- Penisola Čeljuskin, la parte settentrionale della penisola del Tajmyr.
- Isola di Čeljuskin (остров Челюскина), all'ingresso della baia del Taimyr, vicino alla costa meridionale (76°13′34″N 99°05′56″E).
- La nave a vapore Čeljuskin.
- Molte strade a lui intitolate si trovano in città dell'Ucraina (Charkiv, Mariupol', Poltava, Bila Cerkva), della Russia (Novosibirsk) e a Kazan', capitale del Tatarstan.